# Danse serpentine
Cet article concerne la chorégraphie. Pour le film de William Kennedy Laurie Dickson, voir Danse serpentine (Annabelle). Pour celui d'Alice Guy, voir Danse serpentine par Mme Bob Walter.
Pour plus de détails, voir Fiche technique et Distribution.
La danse serpentine est une chorégraphie créée par la danseuse américaine Loïe Fuller au Park Theatre de Brooklyn, à New York, le 15 février 1892.

## Histoire de l'œuvre
La danse serpentine est exécutée par Loïe Fuller une première fois au Park Theater de Brooklyn (New York) en 1892. Elle est créée lors d'une mésaventure sur scène : la robe de la danseuse était trop grande pour elle. L’idée est volée et devient très imitée. La danse serpentine est notamment montrée au public parisien en 1892 aux Folies Bergère. Le succès est immédiat. En 1893, Loïe Fuller dépose quatre brevets pour protéger ses créations : systèmes de miroirs qui reproduisent à l’infini ses mouvements, baguettes à pointe courbe, etc. Elle met en scène la danse serpentine lors d'une première tournée en Europe en 1894. En 1900, Loïe Fuller possède son propre pavillon pour l'Exposition universelle de Paris. Dans cet édifice construit par l'architecte Henri Sauvage, la danseuse présente au public ses chorégraphies et expose de nombreux objets d’art que ses danses ont inspiré. En 1902, en lien avec les travaux scientifiques de Pierre et Marie Curie, elle invente la danse phosphorescente ou « Danse du radium ». L'année suivante, elle fait une grande tournée dans son pays d'origine, les États-Unis.

## Contexte de l'œuvre
La danse serpentine a été créée pendant la Belle époque (fin du XIXe siècle - 1914) : cette période est marquée par la deuxième industrialisation et des inventions majeures comme l'avion, la voiture, l'éclairage électrique, le cinéma, etc. Un contexte d’enthousiasme pour le progrès scientifique, technologique et social se développe alors. L'époque est aussi riche en innovations artistiques : de nouvelles façons de peindre, de sculpter et de construire apparaissent avec l'Art nouveau et le symbolisme. La France et Paris en particulier sont alors considérés comme des foyers majeurs de la création : la ville Lumière attire de nombreux artistes du monde entier. Mais la société est encore marquée par d'importantes inégalités entre les plus riches et les pauvres, entre les hommes et les femmes : c'est l'époque des suffragettes et de l'engagement féministe.

## Analyse et interprétation
La danse serpentine évoque la nature en mouvement (vent, eau), la flore (lys) et la faune (papillon, serpent), des thèmes que l'on retrouve dans l'Art nouveau. Le corps de la danseuse devient lui-même une source de lumière. Loïe Fuller a créé une tenue particulière, une robe de soie leste qu'elle fait bouger avec des baguettes de bois dissimulées sous le tissu. Elle entreprend des mouvements amples et gracieux qui dessinent des courbes, des volutes, des arabesques caractéristiques des œuvres de l'Art nouveau. Le costume de scène dessine des formes éphémères éclairées de couleurs et devient un instrument d’expression formelle. Loïe Fuller conçoit des constructions spatiales purement visuelles, éphémères et lumineuses. Les jeux de lumière, les ondulations du costume, la fluidité des mouvements donnent à voir une œuvre totale, aérienne, merveilleuse. La danseuse n’effectue pas de mouvements spectaculaires ou techniques : ce sont les envolées de drapés qui créent la féérie.

## Entre rupture et continuité
Loïe Fuller s'inspire de la skirt dance, qui donne par la suite naissance au cancan. Elle s'inscrit bien dans son époque : elle fut admirée par ses contemporains (Auguste Rodin, Stéphane Mallarmé, Pierre et Marie Curie ou encore les frères Lumière). La danse serpentine est une œuvre rattachée aux courants artistiques qui sont apparus à la fin du XIXe siècle : le symbolisme et l'Art nouveau. Loïe Fuller révolutionne l'art de la danse et la chorégraphie. Elle invente le concept de « danse libre » : elle exploite les mouvements de bras et de tissus, en rupture avec les règles de la danse classique qui se basait sur les mouvements des pieds. La danseuse utilise les technologies de l'époque pour susciter l'intérêt des spectateurs : la danse serpentine surprend le public par ses effets de la lumière électrique et par la sensation de vitesse. Loïe Fuller se distingue de la danseuse américaine Isadora Duncan : celle-ci met en avant la matérialité du corps alors que Loïe Fuller n’incarne pas un personnage mais une forme en mouvement dont le corps reste invisible. La danse serpentine ouvre la voie à l'abstraction.
La danse serpentine suscita un renouveau de l’intérêt pour la danse antique. Au début des années 1870, les statuettes en terre cuite découvertes à Tanagra (au centre de la Grèce) mettent au jour des danseuses aux voiles transparents et débutent une véritable mode pour les « Tanagréennes ».
La danse serpentine a inspiré de nombreux artistes de la Belle époque :
- les sculptures de :
  - Théodore Rivière
  - Fernand Massignon
  - Agathon Léonard « danse du foulard » en biscuit de Sèvres[2]
  - Victor Prouvé, Fille-fleur, bronze, pâte de verre, biscuit de porcelaine, vers 1896, Nancy, musée de l’École de Nancy
  - bronze de Larche
- les lithographies de Toulouse-Lautrec
- les photographies de Glasier, Isaiah West Taber, Harry C. Ellis.

À la fin du XXe siècle et au début du XXIe siècle, la danse serpentine a été montrée en diverses occasions, tel qu'au Louvre en octobre 2023, dans le cadre d'une session de spectacles intitulé « Danses non humaines ».
En 1988, la danseuse allemande Brygida Ochaim (de) remit en scène une des chorégraphies de Loïe Fuller.

### Reprises et usages cinématographiques
Cette chorégraphie novatrice a donné lieu immédiatement à de très nombreuses imitations par d'autres danseuses. Quand sont tournés en 1893 les premiers films du cinéma destinés au Kinétoscope, Thomas Edison invite Loïe Fuller à se produire sur le plateau du premier studio de cinéma, le Black Maria, devant le kinétographe, la première caméra argentique, mais la danseuse refuse d'être filmée, ce qui provoque, à défaut de pouvoir l'obtenir en personne, le tournage de nombreuses versions dansées par des imitatrices. La première étant produite par l'Edison Manufacturing Company et interprétée par Annabelle Moore.
Parmi les films imités de cette chorégraphie : 
- Danse serpentine (Annabelle), réalisé par William Kennedy Laurie Dickson en 1894, colorié à la main
- Un film réalisé par Georges Méliès en 1896, film considéré comme perdu[réf. nécessaire], ainsi que La Colonne de feu du même Georges Méliès
- Un film réalisé par Louis Lumière en 1896 ou par Vittorio Calcina en 1899, film considéré comme perdu[réf. nécessaire]
- Danse serpentine par Mme Bob Walter, réalisé par Alice Guy en 1897
- Lina Esbrard, Danse serpentine, réalisé par Alice Guy en 1902
- Création de la serpentine, réalisé par Segundo de Chomón en 1908.

- Annabelle -Danse serpentine

- Méliès - La Colonne de feu

- Frères Lumière Danse serpentine
- Création de la Serpentine
- Création de la Serpentine extrait colorisée

- Loïe Fuller Danse serpentine extrait colorisée